# マホーバー
マホーバー（ヒンディー語：महोबा、ウルドゥー語: مہوبا、Mahoba）は、インドのマディヤ・プラデーシュ州、マホーバー県の都市。

## 歴史
この地域はチャンデーラ系のラージプートが統治しており、11世紀にヴィジャイパールが人造湖ヴィジャイ・サーガルを建築している。
1182年、デリーとアジュメールを支配していたプリトヴィーラージ3世がマホーバーを占領した。
1203年にはクトゥブッディーン・アイバクによって占領された。
1680年にはムガル帝国に反乱を起こしたチャトラサールによって占領、その死後はバージー・ラーオの支配下に入った。
1803年の第二次マラーター戦争により、イギリス領となった。

## 地理
マホーバーは北緯25度17分 東経79度52分 / 北緯25.28度 東経79.87度に位置している。

## 人口
2001年の統計では、78,806人。